# 小行星8512
小行星8512（英語：8512）是一颗围绕太阳公转的小行星。1991年8月7日，亨利·E·霍爾特在帕洛马山发现了此天体。
这颗小行星的绝对星等为248.584462566165等。